# جو هيون وو
جو هيون وو (الكورية: 조현우) هو لاعب كرة قدم كوري جنوبي. مثّل منتخب كوريا الجنوبية لكرة القدم. سبق له أن لعب في كأس العالم لكرة القدم مع منتخب بلاده.

## روابط خارجية
- جو هيون وو على موقع الاتحاد الدولي (مؤرشف)  (الإنجليزية)
- جو هيون وو على موقع دوري كوريا الجنوبية (الإنجليزية)
- جو هيون وو على موقع قاعدة بيانات كرة القدم.إي يو (الإنجليزية)
- جو هيون وو على موقع ناشيونال فوتبول تيمز (الإنجليزية)
- جو هيون وو على موقع Soccerway.com (الإنجليزية)
- جو هيون وو على موقع عالم كرة القدم.نت (الإنجليزية)